# Sverige i olympiska vinterspelen 2018
Sverige deltog i de olympiska vinterspelen 2018 i Pyeongchang i Sydkorea med en trupp på 110 tävlande, 51 damer och 59 herrar, fördelad på nio sporter. Sveriges deltagande i de olympiska vinterspelen 2018 var Sveriges dittills bästa vinter-OS någonsin, sett till antalet guld- och silvermedaljer, med 14 medaljer totalt. I Sotji 2014 tog Sverige en medalj mer; sammanlagt 15 medaljer, men bara två av dem var guld.
Fanbärare för den svenska truppen under invigningen på Pyeongchangs Olympiastadion var curlingspelaren Niklas Edin. Vid spelens avslutningsceremoni var skidåkaren Charlotte Kalla fanbärare för den svenska truppen.

## Medaljörer
| Medalj | Namn                                                                        | Sport            | Gren                     | Datum            |
| ------ | --------------------------------------------------------------------------- | ---------------- | ------------------------ | ---------------- |
| Guld   | Frida Hansdotter                                                            | Alpin skidåkning | Damernas slalom          | 16 februari 2018 |
| Guld   | André Myhrer                                                                | Alpin skidåkning | Herrarnas slalom         | 22 februari 2018 |
| Guld   | Anna Hasselborg Sara McManus Agnes Knochenhauer Sofia Mabergs Jennie Wåhlin | Curling          | Damernas turnering       | 25 februari 2018 |
| Guld   | Charlotte Kalla                                                             | Längdskidåkning  | Damernas skiathlon       | 10 februari 2018 |
| Guld   | Stina Nilsson                                                               | Längdskidåkning  | Damernas sprint          | 13 februari 2018 |
| Guld   | Hanna Öberg                                                                 | Skidskytte       | Damernas distanslopp     | 15 februari 2018 |
| Guld   | Peppe Femling Jesper Nelin Sebastian Samuelsson Fredrik Lindström           | Skidskytte       | Herrarnas stafett        | 23 februari 2018 |
| Silver | Niklas Edin Oskar Eriksson Rasmus Wranå Christoffer Sundgren Henrik Leek    | Curling          | Herrarnas turnering      | 24 februari 2018 |
| Silver | Charlotte Kalla                                                             | Längdskidåkning  | Damernas fristil 10 km   | 15 februari 2018 |
| Silver | Stina Nilsson Charlotte Kalla                                               | Längdskidåkning  | Damernas sprintstafett   | 21 februari 2018 |
| Silver | Anna Haag Charlotte Kalla Ebba Andersson Stina Nilsson                      | Längdskidåkning  | Damernas stafett         | 17 februari 2018 |
| Silver | Linn Persson Mona Brorsson Anna Magnusson Hanna Öberg                       | Skidskytte       | Damernas stafett         | 22 februari 2018 |
| Silver | Sebastian Samuelsson                                                        | Skidskytte       | Herrarnas jaktstart      | 12 februari 2018 |
| Brons  | Stina Nilsson                                                               | Längdskidåkning  | Damernas 30 km klassiskt | 25 februari 2018 |

## Alpin skidåkning
Sverige kvalificerade 13 alpinskidåkare till vinterspelen 2018 men valde att endast utnyttja elva kvotplatser.
Damer
| Idrottare          | Gren       | Åk 1    | Åk 1 | Åk 2    | Åk 2 | Totalt  | Totalt |
| Idrottare          | Gren       | Tid     | Pl.  | Tid     | Pl.  | Tid     | Pl.    |
| ------------------ | ---------- | ------- | ---- | ------- | ---- | ------- | ------ |
| Estelle Alphand    | Storslalom | 1.14,23 | 26   | 1.08,99 | 1    | 2.23,22 | 16     |
| Estelle Alphand    | Slalom     | 51,34   | 16   | DNF     | DNF  | DNF     | DNF    |
| Frida Hansdotter   | Storslalom | 1.11,32 | 7    | 1.09,73 | 11   | 2.21,05 | 6      |
| Frida Hansdotter   | Slalom     | 49,09   | 2    | 49,54   | 2    | 1.38,63 | 1      |
| Sara Hector        | Storslalom | 1.11,22 | 6    | 1.10,31 | 19   | 2.21,53 | 10     |
| Lisa Hörnblad      | Störtlopp  | i.u.    | i.u. | i.u.    | i.u. | 1.41,63 | 17     |
| Lisa Hörnblad      | Super-G    | i.u.    | i.u. | i.u.    | i.u. | 1.22,79 | 24     |
| Anna Swenn-Larsson | Slalom     | 49,29   | 3    | 50,32   | 10   | 1.39,61 | 5      |
| Emelie Wikström    | Slalom     | 49,76   | 6    | 51,81   | 28   | 1.41,57 | 12     |

Herrar
| Idrottare           | Gren       | Åk 1    | Åk 1 | Åk 2    | Åk 2 | Totalt  | Totalt |
| Idrottare           | Gren       | Tid     | Pl.  | Tid     | Pl.  | Tid     | Pl.    |
| ------------------- | ---------- | ------- | ---- | ------- | ---- | ------- | ------ |
| Mattias Hargin      | Slalom     | 49,71   | 20   | 51,51   | 18   | 1.41,22 | 19     |
| Kristoffer Jakobsen | Storslalom | 1.12,02 | 32   | DNS     | DNS  | DNF     | DNF    |
| Kristoffer Jakobsen | Slalom     | 48,74   | 10   | 51,20   | 12   | 1.39,94 | 7      |
| André Myhrer        | Storslalom | 1.09,60 | 11   | 1.12,09 | 28   | 2.21,69 | 23     |
| André Myhrer        | Slalom     | 47,93   | 2    | 51,06   | 8    | 1.38,99 | 1      |
| Matts Olsson        | Storslalom | 1.09,31 | 7    | 1.11,39 | 27   | 2.20,70 | 10     |

Mix
| Idrottare                                                                                           | Gren       | Åttondelsfinal       | Kvartsfinal          | Semifinal            | Final                | Final     |
| Idrottare                                                                                           | Gren       | Motståndare Resultat | Motståndare Resultat | Motståndare Resultat | Motståndare Resultat | Placering |
| --------------------------------------------------------------------------------------------------- | ---------- | -------------------- | -------------------- | -------------------- | -------------------- | --------- |
| Frida Hansdotter Mattias Hargin Kristoffer Jakobsen André Myhrer Anna Swenn-Larsson Emelie Wikström | Lagtävling | Slovenien 3-1        | Österrike 0-4        | —                    | —                    | 5         |

## Curling
| Idrottare                                                                          | Gren                | Gruppspel | Semifinal            | Final                | Final     |
| Idrottare                                                                          | Gren                | Placering | Motståndare Resultat | Motståndare Resultat | Placering |
| ---------------------------------------------------------------------------------- | ------------------- | --------- | -------------------- | -------------------- | --------- |
| Anna Hasselborg (skip) Sara McManus Agnes Knochenhauer Sofia Mabergs Jennie Wåhlin | Damernas turnering  | 2         | Storbritannien 10-5  | Sydkorea 8-3         | 1         |
| Niklas Edin (skip) Oskar Eriksson Rasmus Wranå Christoffer Sundgren Henrik Leek    | Herrarnas turnering | 1         | Schweiz 9-3          | USA 7-10             | 2         |

## Freestyle
Sverige tog 15 kvotplatser i freestyle, tre åkare kvalade in i puckelpist, sex åkare i slopestyle och sex åkare kvalade in i skicross, där valde dock SOK att enbart utnyttja fem av platserna.
Puckelpist
| Idrottare         | Gren                 | Kval  | Kval  | Kval   | Kval | Kval  | Kval  | Kval   | Kval | Final            | Final            | Final            | Final            | Final            | Final            | Final            | Final            | Final            | Final            | Final            | Final |
| Idrottare         | Gren                 | Åk 1  | Åk 1  | Åk 1   | Åk 1 | Åk 2  | Åk 2  | Åk 2   | Åk 2 | Åk 1             | Åk 1             | Åk 1             | Åk 1             | Åk 2             | Åk 2             | Åk 2             | Åk 2             | Åk 3             | Åk 3             | Åk 3             | Åk 3  |
| Idrottare         | Gren                 | Tid   | Poäng | Totalt | Pl.  | Tid   | Poäng | Totalt | Pl.  | Tid              | Poäng            | Totalt           | Pl.              | Tid              | Poäng            | Totalt           | Pl.              | Tid              | Poäng            | Totalt           | Pl.   |
| ----------------- | -------------------- | ----- | ----- | ------ | ---- | ----- | ----- | ------ | ---- | ---------------- | ---------------- | ---------------- | ---------------- | ---------------- | ---------------- | ---------------- | ---------------- | ---------------- | ---------------- | ---------------- | ----- |
| Walter Wallberg   | Herrarnas puckelpist | 25,67 | 59,46 | 73,61  | 19   | 25,05 | 59,50 | 74,47  | 11   | Gick inte vidare | Gick inte vidare | Gick inte vidare | Gick inte vidare | Gick inte vidare | Gick inte vidare | Gick inte vidare | Gick inte vidare | Gick inte vidare | Gick inte vidare | Gick inte vidare | 21    |
| Felix Elofsson    | Herrarnas puckelpist | 24,65 | 58,36 | 73,85  | 18   | 25,14 | 58,43 | 73,28  | 14   | Gick inte vidare | Gick inte vidare | Gick inte vidare | Gick inte vidare | Gick inte vidare | Gick inte vidare | Gick inte vidare | Gick inte vidare | Gick inte vidare | Gick inte vidare | Gick inte vidare | 24    |
| Ludvig Fjällström | Herrarnas puckelpist | 25,07 | 53,63 | 68,57  | 25   | 26,51 | 57,32 | 70,36  | 16   | Gick inte vidare | Gick inte vidare | Gick inte vidare | Gick inte vidare | Gick inte vidare | Gick inte vidare | Gick inte vidare | Gick inte vidare | Gick inte vidare | Gick inte vidare | Gick inte vidare | 26    |

Skicross
| Idrottare             | Gren               | Seeding | Seeding | Åttondelsfinal | Kvartsfinal | Semifinal | Final    | Final     |
| Idrottare             | Gren               | Tid     | Pl.     | Position       | Position    | Position  | Position | Placering |
| --------------------- | ------------------ | ------- | ------- | -------------- | ----------- | --------- | -------- | --------- |
| Lisa Andersson        | Damernas skicross  | 1.16,15 | 17      | 1              | 2           | 4         | —        | 6         |
| Sandra Näslund        | Damernas skicross  | 1.13,58 | 4       | 1              | 2           | 1         | 4        | 4         |
| Viktor Andersson      | Herrarnas skicross | 1.11,20 | 29      | 4              | —           | —         | —        | 29        |
| Erik Mobärg           | Herrarnas skicross | 1.10,36 | 22      | DNF            | —           | —         | —        | 26        |
| Victor Öhling Norberg | Herrarnas skicross | 1.10,26 | 19      | 3              | —           | —         | —        | 22        |

Slopestyle
| Idrottare             | Gren                 | Kval  | Kval  | Kval  | Kval | Final            | Final            | Final            | Final            | Final            |
| Idrottare             | Gren                 | Åk 1  | Åk 2  | Bästa | Pl.  | Åk 1             | Åk 2             | Åk 3             | Bästa            | Placering        |
| --------------------- | -------------------- | ----- | ----- | ----- | ---- | ---------------- | ---------------- | ---------------- | ---------------- | ---------------- |
| Jennie-Lee Burmansson | Damernas slopestyle  | 17,40 | 77,00 | 77,00 | 11 Q | 42,00            | 65,00            | 24,40            | 65,00            | 8                |
| Emma Dahlström        | Damernas slopestyle  | 91,40 | 57,60 | 91,40 | 1 Q  | 16,60            | 52,40            | 15,40            | 52,40            | 11               |
| Henrik Harlaut        | Herrarnas slopestyle | 18,00 | 75,80 | 75,80 | 17   | Gick inte vidare | Gick inte vidare | Gick inte vidare | Gick inte vidare | Gick inte vidare |
| Oliwer Magnusson      | Herrarnas slopestyle | 73,20 | 69,20 | 73,20 | 18   | Gick inte vidare | Gick inte vidare | Gick inte vidare | Gick inte vidare | Gick inte vidare |
| Jesper Tjäder         | Herrarnas slopestyle | 60,60 | 56,00 | 60,60 | 23   | Gick inte vidare | Gick inte vidare | Gick inte vidare | Gick inte vidare | Gick inte vidare |
| Oscar Wester          | Herrarnas slopestyle | 40,60 | 95,40 | 95,40 | 1 Q  | 7,60             | 62,00            | 12,60            | 62,00            | 11               |

## Hastighetsåkning på skridskor
Sverige tog ursprungligen två kvotplatser till skridskotävlingarna, men SOK valde att endast skicka Nils van der Poel som kvalat in till 5 000 meter vid en världscuptävling i Calgary i december 2017.
| Idrottare         | Gren             | Final   | Final     |
| Idrottare         | Gren             | Tid     | Placering |
| ----------------- | ---------------- | ------- | --------- |
| Nils van der Poel | Herrarnas 5000 m | 6:19,06 | 14        |

## Ishockey

### Damernas turnering
Laguppställning
Gruppspel
|         | S | V | ÖV | ÖF | F | GM | IM | MS  | P |
| ------- | - | - | -- | -- | - | -- | -- | --- | - |
| Schweiz | 3 | 3 | 0  | 0  | 0 | 13 | 2  | +11 | 9 |
| Sverige | 3 | 2 | 0  | 0  | 1 | 11 | 3  | +8  | 6 |
| Japan   | 3 | 1 | 0  | 0  | 2 | 6  | 6  | 0   | 3 |
| Korea   | 3 | 0 | 0  | 0  | 3 | 1  | 20 | −19 | 0 |

|             | 10 februari 2018 | Japan                     | 1 – 2                     | Sverige                                     | Kwandong hockeycenter                                       |                                                             |
| 16:40 UTC+9 | 16:40 UTC+9      | (0–1, 1–0, 0–1) Summering | (0–1, 1–0, 0–1) Summering | (0–1, 1–0, 0–1) Summering                   | Pyeongchang Publik: 3 762 Domare: Katie Guay Melissa Szkola | Pyeongchang Publik: 3 762 Domare: Katie Guay Melissa Szkola |
| 16:40 UTC+9 | 16:40 UTC+9      | Rui Ukita (36:52)         | Mål                       | (02:21) Fanny Rask (41:53) Sara Hjalmarsson | Pyeongchang Publik: 3 762 Domare: Katie Guay Melissa Szkola | Pyeongchang Publik: 3 762 Domare: Katie Guay Melissa Szkola |
| 16:40 UTC+9 | 16:40 UTC+9      |                           |                           |                                             | Pyeongchang Publik: 3 762 Domare: Katie Guay Melissa Szkola | Pyeongchang Publik: 3 762 Domare: Katie Guay Melissa Szkola |
| 16:40 UTC+9 | 16:40 UTC+9      |                           |                           |                                             | Pyeongchang Publik: 3 762 Domare: Katie Guay Melissa Szkola | Pyeongchang Publik: 3 762 Domare: Katie Guay Melissa Szkola |
| 16:40 UTC+9 | 16:40 UTC+9      |                           |                           |                                             | Pyeongchang Publik: 3 762 Domare: Katie Guay Melissa Szkola | Pyeongchang Publik: 3 762 Domare: Katie Guay Melissa Szkola |
| 16:40 UTC+9 | 16:40 UTC+9      |                           |                           |                                             | Pyeongchang Publik: 3 762 Domare: Katie Guay Melissa Szkola | Pyeongchang Publik: 3 762 Domare: Katie Guay Melissa Szkola |

|             | 12 februari 2018 | Sverige | 8 – 0                     | Korea                     | Kwandong hockeycenter                                                       |                                                                             |
| 21:10 UTC+9 | 21:10 UTC+9      | (4–0, 1–0, 3–0) Summering | (4–0, 1–0, 3–0) Summering | (4–0, 1–0, 3–0) Summering | Pyeongchang Publik: 4 244 Domare: Gabrielle Ariano Lortie Drahomira Fialova | Pyeongchang Publik: 4 244 Domare: Gabrielle Ariano Lortie Drahomira Fialova |
| 21:10 UTC+9 | 21:10 UTC+9      | Maja Nylén Persson (02:00) Elin Lundberg (09:47) Johanna Fällman (10:17) Erica Udén Johansson (17:04) Pernilla Winberg (24:08) Emma Nordin (41:09) Pernilla Winberg (41:45) Rebecca Stenberg (45:34) | Mål                       |                           | Pyeongchang Publik: 4 244 Domare: Gabrielle Ariano Lortie Drahomira Fialova | Pyeongchang Publik: 4 244 Domare: Gabrielle Ariano Lortie Drahomira Fialova |
| 21:10 UTC+9 | 21:10 UTC+9      | |                           |                           | Pyeongchang Publik: 4 244 Domare: Gabrielle Ariano Lortie Drahomira Fialova | Pyeongchang Publik: 4 244 Domare: Gabrielle Ariano Lortie Drahomira Fialova |
| 21:10 UTC+9 | 21:10 UTC+9      | |                           |                           | Pyeongchang Publik: 4 244 Domare: Gabrielle Ariano Lortie Drahomira Fialova | Pyeongchang Publik: 4 244 Domare: Gabrielle Ariano Lortie Drahomira Fialova |
| 21:10 UTC+9 | 21:10 UTC+9      | |                           |                           | Pyeongchang Publik: 4 244 Domare: Gabrielle Ariano Lortie Drahomira Fialova | Pyeongchang Publik: 4 244 Domare: Gabrielle Ariano Lortie Drahomira Fialova |
| 21:10 UTC+9 | 21:10 UTC+9      | |                           |                           | Pyeongchang Publik: 4 244 Domare: Gabrielle Ariano Lortie Drahomira Fialova | Pyeongchang Publik: 4 244 Domare: Gabrielle Ariano Lortie Drahomira Fialova |

|             | 14 februari 2018 | Sverige                   | 1 – 2                     | Schweiz                                   | Kwandong hockeycenter                                          |                                                                |
| 12:10 UTC+9 | 12:10 UTC+9      | (0–0, 0–1, 1–1) Summering | (0–0, 0–1, 1–1) Summering | (0–0, 0–1, 1–1) Summering                 | Pyeongchang Publik: 3 545 Domare: Nikoleta Celárová Katie Guay | Pyeongchang Publik: 3 545 Domare: Nikoleta Celárová Katie Guay |
| 12:10 UTC+9 | 12:10 UTC+9      | Anna Borgqvist (47:35)    | Mål                       | (33:51) Alina Müller (51:28) Phoebe Stänz | Pyeongchang Publik: 3 545 Domare: Nikoleta Celárová Katie Guay | Pyeongchang Publik: 3 545 Domare: Nikoleta Celárová Katie Guay |
| 12:10 UTC+9 | 12:10 UTC+9      |                           |                           |                                           | Pyeongchang Publik: 3 545 Domare: Nikoleta Celárová Katie Guay | Pyeongchang Publik: 3 545 Domare: Nikoleta Celárová Katie Guay |
| 12:10 UTC+9 | 12:10 UTC+9      |                           |                           |                                           | Pyeongchang Publik: 3 545 Domare: Nikoleta Celárová Katie Guay | Pyeongchang Publik: 3 545 Domare: Nikoleta Celárová Katie Guay |
| 12:10 UTC+9 | 12:10 UTC+9      |                           |                           |                                           | Pyeongchang Publik: 3 545 Domare: Nikoleta Celárová Katie Guay | Pyeongchang Publik: 3 545 Domare: Nikoleta Celárová Katie Guay |
| 12:10 UTC+9 | 12:10 UTC+9      |                           |                           |                                           | Pyeongchang Publik: 3 545 Domare: Nikoleta Celárová Katie Guay | Pyeongchang Publik: 3 545 Domare: Nikoleta Celárová Katie Guay |

Kvartsfinal
|             | 17 februari 2018 | Finland | 7 – 2                     | Sverige                                      | Kwandong hockeycenter                                          |                                                                |
| 16:40 UTC+9 | 16:40 UTC+9      | (3–0, 2–2, 2–0) Summering | (3–0, 2–2, 2–0) Summering | (3–0, 2–2, 2–0) Summering                    | Pyeongchang Publik: 3 803 Domare: Drahomira Fialova Katie Guay | Pyeongchang Publik: 3 803 Domare: Drahomira Fialova Katie Guay |
| 16:40 UTC+9 | 16:40 UTC+9      | Petra Nieminen (06:12) Riikka Välilä (15:32) Susanna Tapani (17:44) Michelle Karvinen (27:14) Riikka Välilä (29:29) Emma Nuutinen (44:35) Sanni Hakala (57:47) | Mål                       | (28:53) Emma Nordin (39:12) Rebecca Stenberg | Pyeongchang Publik: 3 803 Domare: Drahomira Fialova Katie Guay | Pyeongchang Publik: 3 803 Domare: Drahomira Fialova Katie Guay |
| 16:40 UTC+9 | 16:40 UTC+9      | |                           |                                              | Pyeongchang Publik: 3 803 Domare: Drahomira Fialova Katie Guay | Pyeongchang Publik: 3 803 Domare: Drahomira Fialova Katie Guay |
| 16:40 UTC+9 | 16:40 UTC+9      | |                           |                                              | Pyeongchang Publik: 3 803 Domare: Drahomira Fialova Katie Guay | Pyeongchang Publik: 3 803 Domare: Drahomira Fialova Katie Guay |
| 16:40 UTC+9 | 16:40 UTC+9      | |                           |                                              | Pyeongchang Publik: 3 803 Domare: Drahomira Fialova Katie Guay | Pyeongchang Publik: 3 803 Domare: Drahomira Fialova Katie Guay |
| 16:40 UTC+9 | 16:40 UTC+9      | |                           |                                              | Pyeongchang Publik: 3 803 Domare: Drahomira Fialova Katie Guay | Pyeongchang Publik: 3 803 Domare: Drahomira Fialova Katie Guay |

Semifinal om plats 5-8
|             | 18 februari 2018 | Sverige                        | 1 – 2 (e.fl.)                  | Japan                                   | Kwandong hockeycenter                                  |                                                        |
| 16:40 UTC+9 | 16:40 UTC+9      | (0–0, 1–1, 0–0, 0–1) Summering | (0–0, 1–1, 0–0, 0–1) Summering | (0–0, 1–1, 0–0, 0–1) Summering          | Pyeongchang Publik: 3 554 Domare: Dina Allen Aina Høve | Pyeongchang Publik: 3 554 Domare: Dina Allen Aina Høve |
| 16:40 UTC+9 | 16:40 UTC+9      | Lisa Johansson (26:25)         | Mål                            | (21:43) Shiori Koike (63:16) Ayaka Toko | Pyeongchang Publik: 3 554 Domare: Dina Allen Aina Høve | Pyeongchang Publik: 3 554 Domare: Dina Allen Aina Høve |
| 16:40 UTC+9 | 16:40 UTC+9      |                                |                                |                                         | Pyeongchang Publik: 3 554 Domare: Dina Allen Aina Høve | Pyeongchang Publik: 3 554 Domare: Dina Allen Aina Høve |
| 16:40 UTC+9 | 16:40 UTC+9      |                                |                                |                                         | Pyeongchang Publik: 3 554 Domare: Dina Allen Aina Høve | Pyeongchang Publik: 3 554 Domare: Dina Allen Aina Høve |
| 16:40 UTC+9 | 16:40 UTC+9      |                                |                                |                                         | Pyeongchang Publik: 3 554 Domare: Dina Allen Aina Høve | Pyeongchang Publik: 3 554 Domare: Dina Allen Aina Høve |
| 16:40 UTC+9 | 16:40 UTC+9      |                                |                                |                                         | Pyeongchang Publik: 3 554 Domare: Dina Allen Aina Høve | Pyeongchang Publik: 3 554 Domare: Dina Allen Aina Høve |

Match om sjunde plats
|             | 20 februari 2018 | Sverige | 6 – 1                     | Korea                     | Kwandong hockeycenter                                         |                                                               |
| 12:10 UTC+9 | 12:10 UTC+9      | (2–1, 1–0, 3–1) Summering | (2–1, 1–0, 3–1) Summering | (2–1, 1–0, 3–1) Summering | Pyeongchang Publik: 4 125 Domare: Drahomira Fialova Aina Høve | Pyeongchang Publik: 4 125 Domare: Drahomira Fialova Aina Høve |
| 12:10 UTC+9 | 12:10 UTC+9      | Sabina Küller (05:50) Emmy Alasalmi (19:37) Erika Grahm (36:27) Annie Svedin (43:05) Fanny Rask (49:31) Lisa Johansson (57:19) | Mål                       | (06:21) Han Soo-jin       | Pyeongchang Publik: 4 125 Domare: Drahomira Fialova Aina Høve | Pyeongchang Publik: 4 125 Domare: Drahomira Fialova Aina Høve |
| 12:10 UTC+9 | 12:10 UTC+9      | |                           |                           | Pyeongchang Publik: 4 125 Domare: Drahomira Fialova Aina Høve | Pyeongchang Publik: 4 125 Domare: Drahomira Fialova Aina Høve |
| 12:10 UTC+9 | 12:10 UTC+9      | |                           |                           | Pyeongchang Publik: 4 125 Domare: Drahomira Fialova Aina Høve | Pyeongchang Publik: 4 125 Domare: Drahomira Fialova Aina Høve |
| 12:10 UTC+9 | 12:10 UTC+9      | |                           |                           | Pyeongchang Publik: 4 125 Domare: Drahomira Fialova Aina Høve | Pyeongchang Publik: 4 125 Domare: Drahomira Fialova Aina Høve |
| 12:10 UTC+9 | 12:10 UTC+9      | |                           |                           | Pyeongchang Publik: 4 125 Domare: Drahomira Fialova Aina Høve | Pyeongchang Publik: 4 125 Domare: Drahomira Fialova Aina Høve |

### Herrarnas turnering
Laguppställning
Gruppspel
|          | S | V | ÖV | ÖF | F | GM | IM | MS | P |
| -------- | - | - | -- | -- | - | -- | -- | -- | - |
| Sverige  | 3 | 3 | 0  | 0  | 0 | 8  | 1  | +7 | 9 |
| Finland  | 3 | 2 | 0  | 0  | 1 | 11 | 6  | +5 | 6 |
| Tyskland | 3 | 0 | 1  | 0  | 2 | 4  | 7  | −3 | 2 |
| Norge    | 3 | 0 | 0  | 1  | 2 | 2  | 11 | −9 | 1 |

|             | 15 februari 2018 | Norge                     | 0 – 4                     | Sverige                                                                                    | Gangneung hockeycenter                                       |                                                              |
| 16:40 UTC+9 | 16:40 UTC+9      | (0–2, 0–0, 0–2) Summering | (0–2, 0–0, 0–2) Summering | (0–2, 0–0, 0–2) Summering                                                                  | Pyeongchang Publik: 3 961 Domare: Roman Gofman Tobias Wehrli | Pyeongchang Publik: 3 961 Domare: Roman Gofman Tobias Wehrli |
| 16:40 UTC+9 | 16:40 UTC+9      |                           | Mål                       | (05:24) Pär Lindholm (16:46) Anton Lander (48:42) Dennis Everberg (49:04) Mikael Wikstrand | Pyeongchang Publik: 3 961 Domare: Roman Gofman Tobias Wehrli | Pyeongchang Publik: 3 961 Domare: Roman Gofman Tobias Wehrli |
| 16:40 UTC+9 | 16:40 UTC+9      |                           |                           |                                                                                            | Pyeongchang Publik: 3 961 Domare: Roman Gofman Tobias Wehrli | Pyeongchang Publik: 3 961 Domare: Roman Gofman Tobias Wehrli |
| 16:40 UTC+9 | 16:40 UTC+9      |                           |                           |                                                                                            | Pyeongchang Publik: 3 961 Domare: Roman Gofman Tobias Wehrli | Pyeongchang Publik: 3 961 Domare: Roman Gofman Tobias Wehrli |
| 16:40 UTC+9 | 16:40 UTC+9      |                           |                           |                                                                                            | Pyeongchang Publik: 3 961 Domare: Roman Gofman Tobias Wehrli | Pyeongchang Publik: 3 961 Domare: Roman Gofman Tobias Wehrli |
| 16:40 UTC+9 | 16:40 UTC+9      |                           |                           |                                                                                            | Pyeongchang Publik: 3 961 Domare: Roman Gofman Tobias Wehrli | Pyeongchang Publik: 3 961 Domare: Roman Gofman Tobias Wehrli |

|             | 16 februari 2018 | Sverige                   | 1 – 0                     | Tyskland                  | Kwandong hockeycenter                                             |                                                                   |
| 21:10 UTC+9 | 21:10 UTC+9      | (1–0, 0–0, 0–0) Summering | (1–0, 0–0, 0–0) Summering | (1–0, 0–0, 0–0) Summering | Pyeongchang Publik: 3 077 Domare: Timothy Mayer Konstantin Olenin | Pyeongchang Publik: 3 077 Domare: Timothy Mayer Konstantin Olenin |
| 21:10 UTC+9 | 21:10 UTC+9      | Viktor Stålberg (02:00)   | Mål                       |                           | Pyeongchang Publik: 3 077 Domare: Timothy Mayer Konstantin Olenin | Pyeongchang Publik: 3 077 Domare: Timothy Mayer Konstantin Olenin |
| 21:10 UTC+9 | 21:10 UTC+9      |                           |                           |                           | Pyeongchang Publik: 3 077 Domare: Timothy Mayer Konstantin Olenin | Pyeongchang Publik: 3 077 Domare: Timothy Mayer Konstantin Olenin |
| 21:10 UTC+9 | 21:10 UTC+9      |                           |                           |                           | Pyeongchang Publik: 3 077 Domare: Timothy Mayer Konstantin Olenin | Pyeongchang Publik: 3 077 Domare: Timothy Mayer Konstantin Olenin |
| 21:10 UTC+9 | 21:10 UTC+9      |                           |                           |                           | Pyeongchang Publik: 3 077 Domare: Timothy Mayer Konstantin Olenin | Pyeongchang Publik: 3 077 Domare: Timothy Mayer Konstantin Olenin |
| 21:10 UTC+9 | 21:10 UTC+9      |                           |                           |                           | Pyeongchang Publik: 3 077 Domare: Timothy Mayer Konstantin Olenin | Pyeongchang Publik: 3 077 Domare: Timothy Mayer Konstantin Olenin |

|             | 18 februari 2018 | Sverige                                                             | 3 – 1                     | Finland                   | Kwandong hockeycenter                                           |                                                                 |
| 21:10 UTC+9 | 21:10 UTC+9      | (1–0, 0–1, 2–0) Summering                                           | (1–0, 0–1, 2–0) Summering | (1–0, 0–1, 2–0) Summering | Pyeongchang Publik: 3 861 Domare: Olivier Gouin Antonin Jerabek | Pyeongchang Publik: 3 861 Domare: Olivier Gouin Antonin Jerabek |
| 21:10 UTC+9 | 21:10 UTC+9      | Anton Lander (14:53) Patrik Zackrisson (48:53) Oscar Möller (59:55) | Mål                       | (21:32) Joonas Kemppainen | Pyeongchang Publik: 3 861 Domare: Olivier Gouin Antonin Jerabek | Pyeongchang Publik: 3 861 Domare: Olivier Gouin Antonin Jerabek |
| 21:10 UTC+9 | 21:10 UTC+9      |                                                                     |                           |                           | Pyeongchang Publik: 3 861 Domare: Olivier Gouin Antonin Jerabek | Pyeongchang Publik: 3 861 Domare: Olivier Gouin Antonin Jerabek |
| 21:10 UTC+9 | 21:10 UTC+9      |                                                                     |                           |                           | Pyeongchang Publik: 3 861 Domare: Olivier Gouin Antonin Jerabek | Pyeongchang Publik: 3 861 Domare: Olivier Gouin Antonin Jerabek |
| 21:10 UTC+9 | 21:10 UTC+9      |                                                                     |                           |                           | Pyeongchang Publik: 3 861 Domare: Olivier Gouin Antonin Jerabek | Pyeongchang Publik: 3 861 Domare: Olivier Gouin Antonin Jerabek |
| 21:10 UTC+9 | 21:10 UTC+9      |                                                                     |                           |                           | Pyeongchang Publik: 3 861 Domare: Olivier Gouin Antonin Jerabek | Pyeongchang Publik: 3 861 Domare: Olivier Gouin Antonin Jerabek |

Kvartsfinal
|             | 21 februari 2018 | Sverige                        | 3 – 4 (e.fl.)                  | Tyskland                       | Kwandong hockeycenter                                         |                                                               |
| 21:10 UTC+9 | 21:10 UTC+9      | (0–2, 0–0, 3–1, 0–1) Summering | (0–2, 0–0, 3–1, 0–1) Summering | (0–2, 0–0, 3–1, 0–1) Summering | Pyeongchang Publik: 2 092 Domare: Mark Lemelin Aleksi Rantala | Pyeongchang Publik: 2 092 Domare: Mark Lemelin Aleksi Rantala |
| 21:10 UTC+9 | 21:10 UTC+9      |                                |                                |                                | Pyeongchang Publik: 2 092 Domare: Mark Lemelin Aleksi Rantala | Pyeongchang Publik: 2 092 Domare: Mark Lemelin Aleksi Rantala |
| 21:10 UTC+9 | 21:10 UTC+9      |                                |                                |                                | Pyeongchang Publik: 2 092 Domare: Mark Lemelin Aleksi Rantala | Pyeongchang Publik: 2 092 Domare: Mark Lemelin Aleksi Rantala |
| 21:10 UTC+9 | 21:10 UTC+9      |                                |                                |                                | Pyeongchang Publik: 2 092 Domare: Mark Lemelin Aleksi Rantala | Pyeongchang Publik: 2 092 Domare: Mark Lemelin Aleksi Rantala |
| 21:10 UTC+9 | 21:10 UTC+9      |                                |                                |                                | Pyeongchang Publik: 2 092 Domare: Mark Lemelin Aleksi Rantala | Pyeongchang Publik: 2 092 Domare: Mark Lemelin Aleksi Rantala |
| 21:10 UTC+9 | 21:10 UTC+9      |                                |                                |                                | Pyeongchang Publik: 2 092 Domare: Mark Lemelin Aleksi Rantala | Pyeongchang Publik: 2 092 Domare: Mark Lemelin Aleksi Rantala |

## Längdskidåkning
Damer
| Idrottare                                              | Gren                    | Tid         | Diff.    | Placering |
| ------------------------------------------------------ | ----------------------- | ----------- | -------- | --------- |
| Ebba Andersson                                         | Skiathlon               | 40.55,8     | +10,9    | 4         |
| Ebba Andersson                                         | 10 km fristil           | 26.32,9     | +1.32,4  | 13        |
| Ebba Andersson                                         | 30 km klassisk          | 1:27.14,8   | +4.57,2  | 13        |
| Anna Dyvik                                             | Sprint (klassisk)       | Semifinal   |          | 12        |
| Hanna Falk                                             | Sprint (klassisk)       | 3.15,00     | +11,16   | 5         |
| Hanna Falk                                             | 10 km fristil           | 27.08,5     | +2.08,0  | 21        |
| Anna Haag                                              | Skiathlon               | 40.01,8     | +3.16,9  | 32        |
| Anna Haag                                              | 30 km klassisk          | 1:34.31,0   | +12.13,4 | 29        |
| Ida Ingemarsdotter                                     | Sprint (klassisk)       | Kvartsfinal |          | 13        |
| Ida Ingemarsdotter                                     | 10 km fristil           | 27.42,6     | +2.42,1  | 34        |
| Charlotte Kalla                                        | Skiathlon               | 40:44,9     | —        | 1         |
| Charlotte Kalla                                        | 10 km fristil           | 25.20,08    | +20,3    | 2         |
| Charlotte Kalla                                        | 30 km klassisk          | 1:25.14,8   | +2.57,2  | 5         |
| Stina Nilsson                                          | Skiathlon               | 41.33,8     | +48,9    | 10        |
| Stina Nilsson                                          | Sprint (klassisk)       | 3.03,84     | —        | 1         |
| Stina Nilsson                                          | 30 km klassisk          | 1:24.16,4   | +1.58,9  | 3         |
| Anna Haag Charlotte Kalla Ebba Andersson Stina Nilsson | Stafett 4 x 5 km        | 51.26,3     | +2,0     | 2         |
| Charlotte Kalla Stina Nilsson                          | Sprintstafett (fristil) | 15.56,66    | +0,19    | 2         |

Herrar
| Idrottare                                                       | Gren                    | Tid         | Diff.    | Placering |
| --------------------------------------------------------------- | ----------------------- | ----------- | -------- | --------- |
| Jens Burman                                                     | Skiathlon               | 1:17.23,9   | +1.03,9  | 17        |
| Jens Burman                                                     | 15 km fristil           | 35.15,7     | +1.31,8  | 19        |
| Jens Burman                                                     | 50 km klassisk          | 2:18.34,5   | +10.12,4 | 28        |
| Calle Halfvarsson                                               | Skiathlon               |             |          | DNF       |
| Calle Halfvarsson                                               | Sprint (klassisk)       | Kvartsfinal |          | 13        |
| Calle Halfvarsson                                               | 15 km fristil           | 34.44,5     | +1.00,6  | 9         |
| Calle Halfvarsson                                               | 50 km klassisk          |             |          | DNF       |
| Marcus Hellner                                                  | Skiathlon               | 1:17.04,8   | +44,8    | 12        |
| Marcus Hellner                                                  | 15 kilometer fristil    | 34.22,6     | +38,7    | 8         |
| Teodor Peterson                                                 | Sprint (klassisk)       | Semifinal   |          | 9         |
| Daniel Rickardsson                                              | Skiathlon               | 1:17.12,2   | +52,2    | 14        |
| Daniel Rickardsson                                              | 15 km fristil           | 34.55,1     | +1.11,2  | 11        |
| Daniel Rickardsson                                              | 50 km klassisk          | 2:12.12,5   | +3.50,4  | 7         |
| Oskar Svensson                                                  | Sprint (klassisk)       | 3.13,48     | +7,73    | 5         |
| Viktor Thorn                                                    | Sprint (klassisk)       | Kvartsfinal |          | 27        |
| Viktor Thorn                                                    | 50 km klassisk          | 2:21.53,8   | +13.31,7 | 40        |
| Jens Burman Daniel Rickardsson Marcus Hellner Calle Halfvarsson | Stafett 4 x 10 km       | 1:35.10,5   | +2.05,6  | 5         |
| Marcus Hellner Calle Halfvarsson                                | Sprintstafett (fristil) | 15.59,33    | +3.07    | 4         |

## Konståkning
Två svenska konståkare kvalificerade sig genom sina placeringar vid Nebelhorn Trophy 2017 i Oberstdorf, SOK valde att avstå den ena platsen.
| Idrottare     | Gren                  | KP    | KP  | FP               | FP               | Totalt           | Totalt           |
| Idrottare     | Gren                  | Poäng | Pl. | Poäng            | Pl.              | Poäng            | Pl.              |
| ------------- | --------------------- | ----- | --- | ---------------- | ---------------- | ---------------- | ---------------- |
| Anita Östlund | Damernas singelåkning | 49,14 | 28  | Gick inte vidare | Gick inte vidare | Gick inte vidare | Gick inte vidare |

## Skidskytte
Genom sina placeringar i nationscuperna vid världscupen i skidskytte 2016/2017 kvalificerade Sverige ett damlag och ett herrlag på fem deltagare vardera. Tio skidskyttar blev uttagna.
Damer
| Idrottare                                             | Gren      | Tid       | Missar | Placering |
| ----------------------------------------------------- | --------- | --------- | ------ | --------- |
| Hanna Öberg                                           | Sprint    | 21.47,0   | 1      | 7         |
| Hanna Öberg                                           | Jaktstart | 31.44,2   | 3      | 5         |
| Hanna Öberg                                           | 15 km     | 41.07,2   | 0      | 1         |
| Hanna Öberg                                           | Masstart  | 36.09,5   | 1      | 5         |
| Mona Brorsson                                         | Sprint    | 22.42,2   | 2      | 27        |
| Mona Brorsson                                         | Jaktstart | 32.29,8   | 1      | 10        |
| Mona Brorsson                                         | 15 km     | 44.13,8   | 2      | 14        |
| Mona Brorsson                                         | Masstart  | 36.55,3   | 1      | 13        |
| Linn Persson                                          | Sprint    | 23.11,5   | 3      | 37        |
| Linn Persson                                          | Jaktstart | 33.21,7   | 3      | 21        |
| Linn Persson                                          | 15 km     | 43.41,5   | 1      | 11        |
| Linn Persson                                          | Masstart  | 37.54,5   | 2      | 22        |
| Elisabeth Högberg                                     | Sprint    | 23.05,9   | 1      | 35        |
| Elisabeth Högberg                                     | Jaktstart | 33.45,1   | 2      | 29        |
| Anna Magnusson                                        | 15 km     | 45.27,2   | 2      | 37        |
| Linn Persson Mona Brorsson Anna Magnusson Hanna Öberg | Stafett   | 1:12.14,1 | 12     | 2         |

Herrar
| Idrottare                                                         | Gren      | Tid       | Missar | Placering |
| ----------------------------------------------------------------- | --------- | --------- | ------ | --------- |
| Sebastian Samuelsson                                              | Sprint    | 24.12,6   | 2      | 14        |
| Sebastian Samuelsson                                              | Jaktstart | 33.03,7   | 1      | 2         |
| Sebastian Samuelsson                                              | 20 km     | 48.32,9   | 1      | 4         |
| Sebastian Samuelsson                                              | Masstart  | 37.58,8   | 4      | 23        |
| Jesper Nelin                                                      | Sprint    | 24.46,8   | 3      | 30        |
| Jesper Nelin                                                      | Jaktstart | 35.15,5   | 4      | 18        |
| Jesper Nelin                                                      | 20 km     | 50.37,1   | 3      | 24        |
| Jesper Nelin                                                      | Masstart  | 36.21,9   | 2      | 9         |
| Fredrik Lindström                                                 | Sprint    | 25.14,1   | 3      | 39        |
| Fredrik Lindström                                                 | Jaktstart | 36.41,5   | 5      | 29        |
| Fredrik Lindström                                                 | 20 km     | 49.25,9   | 1      | 8         |
| Fredrik Lindström                                                 | Masstart  | 37.02,6   | 3      | 15        |
| Peppe Femling                                                     | Sprint    | 24.52,2   | 2      | 32        |
| Peppe Femling                                                     | Jaktstart | 37.45,8   | 5      | 42        |
| Martin Ponsiluoma                                                 | 20 km     | 51.56,6   | 2      | 38        |
| Peppe Femling Jesper Nelin Sebastian Samuelsson Fredrik Lindström | Stafett   | 1.15.16,5 | 7      | 1         |

Mix
| Idrottare                                                | Gren    | Tid       | Missar | Placering |
| -------------------------------------------------------- | ------- | --------- | ------ | --------- |
| Mona Brorsson Hanna Öberg Jesper Nelin Fredrik Lindström | Stafett | 1:11.07,5 | 10     | 11        |

## Snowboard
Sverige kvalificerade tre åkare i herrarnas snowboard. Sven Thorgren blev dock tvungen att dra sig ur på grund av en skada. Måns Hedberg skulle ursprungligen ha tävlat även i big air men fick en hjärnskakning efter ett fall i slopestyletävlingens första åk.
Freestyle
| Idrottare       | Gren       | Kval  | Kval  | Kval  | Kval | Final            | Final            | Final            | Final            | Final            |
| Idrottare       | Gren       | Åk 1  | Åk 2  | Bästa | Pl.  | Åk 1             | Åk 2             | Åk 3             | Bästa            | Pl.              |
| --------------- | ---------- | ----- | ----- | ----- | ---- | ---------------- | ---------------- | ---------------- | ---------------- | ---------------- |
| Måns Hedberg    | Slopestyle | 46,25 | DNS   | 46,25 | 13   | Gick inte vidare | Gick inte vidare | Gick inte vidare | Gick inte vidare | Gick inte vidare |
| Niklas Mattsson | Big air    | 53,75 | 90,00 | 90,00 | 2 Q  | 36,00            | DNS              | DNS              | 36,00            | 12               |
| Niklas Mattsson | Slopestyle | 50,81 | 73,53 | 73,53 | 6 Q  | 38,43            | 74,71            | 42,48            | 74,71            | 9                |